# Giovanna Ewbank
Giovanna Ewbank Baldacconi Gagliasso (São Paulo, 14 de setembro de 1986), é uma atriz, modelo e  apresentadora brasileira.

## Biografia
É filha de Roberto Baldacconi e Débora Ewbank, e irmã do artista plástico Gian Luca Ewbank. Descendente de escoceses pelo lado materno e de italianos através do avós paternos Piero Baldacconi, natural de Florença, e Anna Tonini, natural de Milão. Entrou no teatro com doze anos, a partir daí começou a carreira de modelo e posteriormente entrou para a faculdade de Moda.

## Carreira

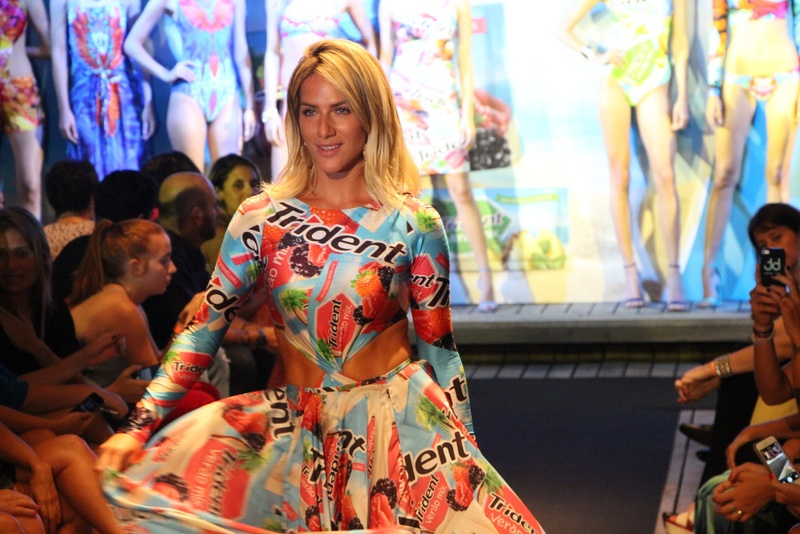
Desfile da coleção-cápsula Verão Mix da Cia Marítima em parceria com a Trident (27 de janeiro de 2015)

Ewbank fez cursos para o teatro, cinema e televisão e vários testes até conseguir entrar para o elenco de Malhação na pele da caipira Marcinha. Nessa época, entre alguns de seus trabalhos estão o catálogo da grife Bumbum, de moda praia, em novembro de 2007, e a capa da revista Vizoo, de abril de 2008, além de ter estampado a capa da revista Corpo a Corpo no mesmo período. Em 2008, ela estreia na novela A Favorita, da Rede Globo, onde interpreta Sharon, uma garota de programa. Em 2009 se tornou uma das apresentadoras da TV Globinho. Em 2010 viveu Suelen na novela Escrito Nas Estrelas. Em 2013 interpretou Helena na terceira temporada do seriado Acampamento de Férias. Em 2014 viveu Cristina na novela Joia Rara.
Em 2015, entrou para a equipe do Vídeo Show como repórter e apresentadora eventual, saindo da equipe em julho de 2016. Em 2017 criou o canal "GIOH" no YouTube, onde recebe convidados e discute temas cotidianos. Em fevereiro de 2019 estreiou seu novo programa No Paraíso Com Gio Ewbank gravado em Fernando de Noronha.
Em novembro de 2019, participou do Show da Black Friday. O evento foi gravado no YouTube Space, no Rio de janeiro e contou com participação de outras personalidades, sendo também transmitido simultaneamente em mais de um canal. Tornou-se a maior live já feita no YouTube. Atualmente, sua carreira é agenciada pela agência Play9.

## Vida pessoal

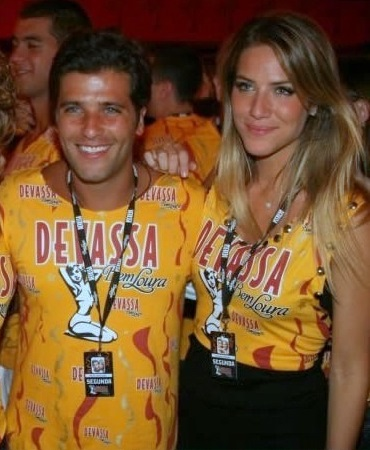
Ewbank e o marido, Bruno Gagliasso.

Em 2009 começou a namorar o ator Bruno Gagliasso, após três meses de namoro, ficaram noivos. Em 2010, se casaram em uma cerimônia realizada em Petrópolis, diante de 300 convidados. A união chegou ao fim em junho de 2012, mas após dois meses separados, em agosto reataram o casamento.
Em julho de 2016, Giovanna e seu marido, Bruno, adotaram uma menina de quatro anos de idade chamada Chissomo, no Malawi (África), que foi apelidada de Titi. Em julho de 2019, o casal adotou novamente em Malawi um menino de quatro anos chamado Bless.
Em 2017, em um vídeo com uma sexóloga, em canal do YouTube, Giovanna revelou que tinha feito a cirurgia de tratamento da endometriose, após o descobrimento da doença devido a desconforto durante relações sexuais.
“Eu tive que operar de endometriose. Teve uma época que eu estava sentindo muito desconforto. Parecia que as coisas não se encaixavam. Aí eu procurei um ginecologista, operei e hoje eu estou ótima”— Giovanna Ewbank, dezembro de 2017
Em dezembro de 2019, a artista revelou estar grávida, no terceiro mês de gestação. Revelou também que tanto ela quanto Bruno nunca tiveram problemas de fertilidade.

Nunca fizemos tratamento pra ter filho. Eu posso ter filho, Bruno também. A questão é que eu não queria ter filhos até que a vida nos surpreende, e eu e Titi nos reencontramos. A gente sempre se cuidou pra não ter filhos, mas Bruno sempre quis.— Giovanna Ewbank, dezembro de 2019.
Em 8 de julho de 2020, Ewbank deu à luz Zyan, terceiro filho do casal.
Em 30 de julho de 2022, foi vítima de um caso de racismo em Portugal, onde a injúria racial não é crime. Giovanna Ewbank discutiu com uma mulher (Maria Adélia Freire de Andrade, de 57 anos) que havia dirigido ofensas racistas a seus filhos e a uma família de africanos que estavam no restaurante Clássico Beach Club, na Costa de Caparica. A agressão foi denunciada de imediato às autoridades e a mulher foi detida por também ter ofendido os policiais, e depois liberada. O fato teve repercussão internacional, e até mesmo o presidente de Portugal, Marcelo Rebelo de Sousa se manifestou, mencionando que os casos de racismo e xenofobia deveriam ser devidamente punidos.
Em setembro de 2022, durante seu podcast "Quem Pode, Pod", Ewbank revelou ser demissexual.

## Filmografia

### Televisão

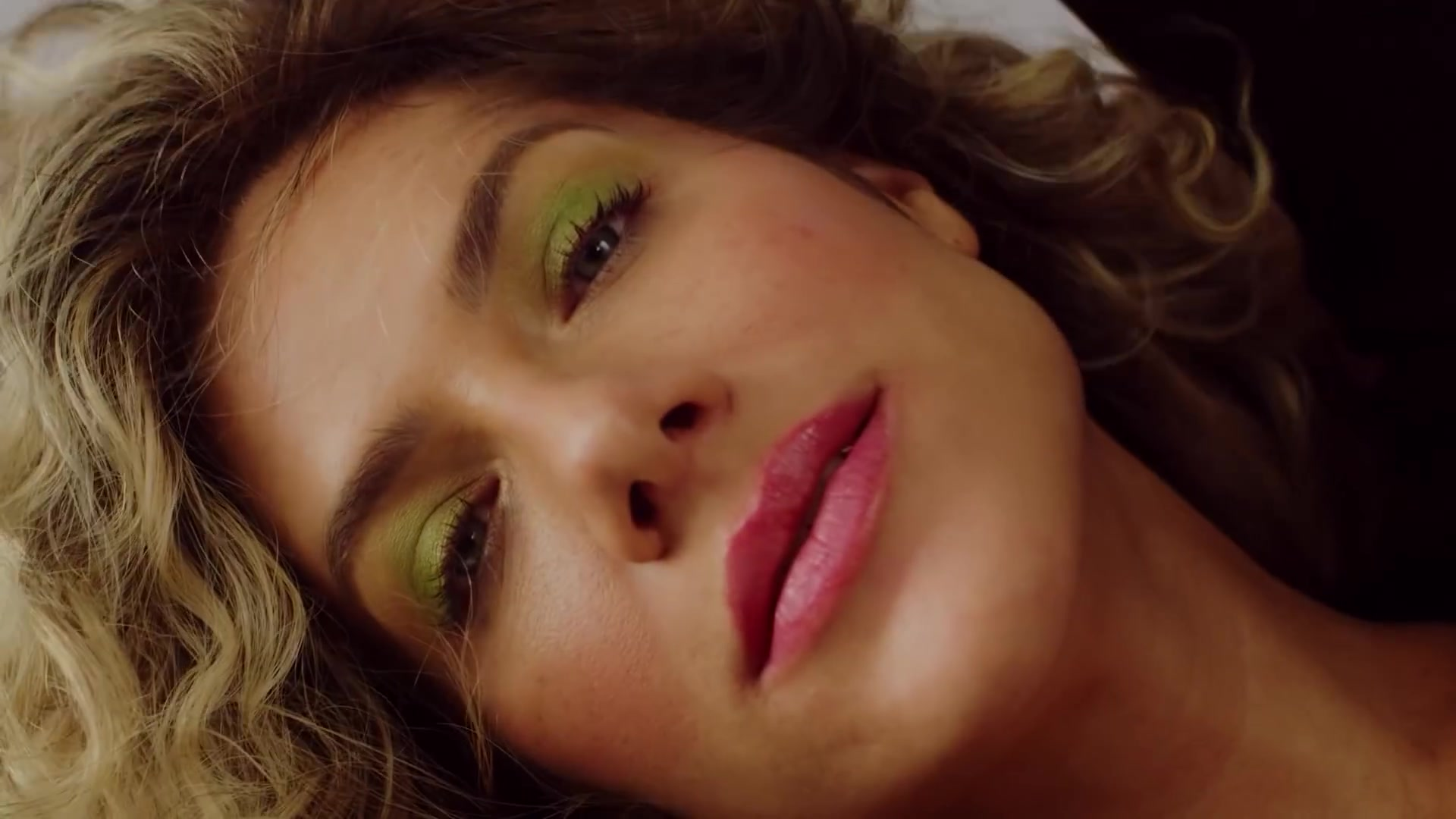
Ewbank em campanha publicitária (2020)

| Ano  | Título                    | Personagem                         | Notas                    |
| ---- | ------------------------- | ---------------------------------- | ------------------------ |
| 2007 | Malhação                  | Márcia de Souza (Marcinha)         |                          |
| 2008 | A Favorita                | Maria do Perpétuo Socorro (Sharon) |                          |
| 2009 | TV Globinho               | Apresentadora                      |                          |
| 2010 | Escrito nas Estrelas      | Suely                              |                          |
| 2012 | Acampamento de Férias     | Helena / Princesa Nina             |                          |
| 2013 | O Dentista Mascarado      | Garota Xurupita                    | Episódio: "24 de maio"   |
| 2013 | Joia Rara                 | Cristina Conceição                 |                          |
| 2014 | Dança dos Famosos         | Participante (5º lugar)            | Temporada 11             |
| 2015 | Babilônia                 | Vanessa (Vanessinha Pitbull)       | Episódio: "12 de agosto" |
| 2015 | Vídeo Show                | Repórter                           |                          |
| 2018 | Superbonita               | Apresentadora                      |                          |
| 2019 | No Paraíso Com Gio Ewbank | Apresentadora                      |                          |
| 2020 | The Circle Brasil         | Apresentadora                      |                          |
| 2022 | Quem Pode, Pod            | Apresentadora                      |                          |
| 2023 | A Magia de Aruna          | Juno                               |                          |
| 2023 | Angélica: 50 e Tanto      | Ela mesma                          | Episódio: "Mulher"       |

### Cinema
| Ano  | Título                           | Personagem               | Notas          |
| ---- | -------------------------------- | ------------------------ | -------------- |
| 2012 | Amor Proibido                    | Marina                   | Curta-metragem |
| 2013 | 13Noir                           | Mulher                   | Curta-metragem |
| 2017 | Carros 3                         | Cruz Ramirez (voz)       | Dublagem       |
| 2022 | Gato de Botas 2: O Último Pedido | Cachinhos Dourados (voz) | Dublagem       |
| 2024 | Arca de Noé                      | Serpente #1 / Amy (voz)  | Voz original   |

### Internet
| Ano           | Título | Cargo         | Plataforma |
| ------------- | ------ | ------------- | ---------- |
| 2016–presente | GIOH   | Apresentadora | Youtube    |

### Videoclipes
| Ano  | Canção           | Artista          |
| ---- | ---------------- | ---------------- |
| 2017 | "Regime Fechado" | Simone & Simaria |
| 2018 | "Te Sinto"       | David Carreira   |

## Teatro
| Ano     | Nome                        | Personagem   |
| ------- | --------------------------- | ------------ |
| 2012–13 | O Grande Amor da Minha Vida | Maria Helena |

## Prêmios e indicações
| Ano  | Prêmio                         | Categoria                               | Indicado                                | Resultado |
| ---- | ------------------------------ | --------------------------------------- | --------------------------------------- | --------- |
| 2010 | Prêmio Tudo de Bom!            | Musa                                    | Escrito nas Estrelas                    | Venceu    |
| 2018 | Prêmio Faz Diferença - O Globo | Diversidade                             | Giovanna e Bruno Gagliasso              | Venceu    |
| 2018 | MTV Millennial Awards          | Selfie do Ano                           | Giovanna e Bruno Gagliasso              | Indicada  |
| 2018 | Prêmio Geração Glamour         | Youtuber do Ano                         | Gioh (Giovanna Ewbank)                  | Venceu    |
| 2019 | Prêmio Área VIP                | Melhor Canal do Youtube                 | Gioh (Giovanna Ewbank)                  | Indicada  |
| 2019 | Prêmio Contigo! Online         | Youtuber do Ano                         | Gioh (Giovanna Ewbank)                  | Indicada  |
| 2019 | Prêmio F5                      | Melhor Canal                            | Gioh (Giovanna Ewbank)                  | Indicada  |
| 2019 | MTV Millennial Awards          | Youtube do Ano                          | Gioh (Giovanna Ewbank)                  | Indicada  |
| 2020 | Meus Prêmios Nick              | Ship do Ano                             | Giovanna e Bruno Gagliasso              | Indicada  |
| 2021 | Prêmio iBest                   | Influenciador do Ano - RJ               | Giovanna Ewbank                         | Top 8     |
| 2021 | Prêmio iBest                   | Comportamento e Família (júri popular)  | Giovanna Ewbank                         | Top 3     |
| 2021 | Prêmio iBest                   | Comportamento e Família (júri academia) | Giovanna Ewbank                         | Venceu    |
| 2022 | Prêmio Geração Glamour         | Podcast Sensação                        | Quem Pode, Pod (com Fernanda Paes Leme) | Venceu    |
| 2022 | Melhores do Ano NaTelinha      | Melhor Podcast / Canal YouTube          | Quem Pode, Pod (com Fernanda Paes Leme) | Indicada  |
| 2022 | Prêmio Área VIP                | Melhor Podcast / Canal da Web           | Quem Pode, Pod (com Fernanda Paes Leme) | Indicada  |
| 2022 | Prêmio Contigo!                | Casal do Ano                            | Giovanna e Bruno Gagliasso              | Indicada  |
| 2023 | Melhores do Ano NaTelinha      | Melhor Podcast/Canal do YouTube         | Quem Pode, Pod (com Fernanda Paes Leme) | Pendente  |
| 2023 | Splash Awards                  | Melhor Podcast de Entrevista            | Quem Pode, Pod (com Fernanda Paes Leme) | Pendente  |
| 2023 | TikTok Awards                  | Estrela TikTok                          | TikTok da Giovanna                      | Pendente  |
| 2024 | Prêmio iBest                   | Família                                 | Giovanna e Bruno Gagliasso              | Pendente  |
| 2024 | Prêmio iBest                   | Influenciador São Paulo                 | Giovanna Ewbank                         | Pendente  |
| 2024 | Prêmio iBest                   | Influenciador de Opinião                | Giovanna Ewbank                         | Pendente  |